# Эбботт и Костелло в Иностранном легионе
Эбботт и Костелло в Иностранном легионе (англ. Abbott and Costello in the Foreign Legion) — американская комедия 1950 года. Продолжение приключений Эбботта и Костелло. Предыдущий фильм — «Эбботт и Костелло встречают убийцу Бориса Карлоффа» (англ. Abbott and Costello Meet the Killer, Boris Karloff), следующий — «Эбботт и Костелло встречают человека-невидимку» (Abbott and Costello Meet the Invisible Man).

## Сюжет
Бад и Лу — менеджеры рестлеров, в частности, Абдуллы. Однако он отказывается участвовать дальше в подставных матчах, тем более он имеет обоснованные подозрения, что в следующем бою его «сольют». Поэтому Абдулла сбегает из Америки домой, в Алжир. Синдикат, на который работают Бад и Лу, выделяет приятелям 5000 долларов, чтобы те в кратчайшие сроки вернули бунтаря в Штаты, и тем не остаётся ничего иного, как последовать в Африку.
Тем временем в Алжире родственник Абдуллы, шейх Хамуд, вместе с переметнувшимся бойцом Иностранного легиона Эксманном регулярно совершает набеги на строящуюся железную дорогу, чтобы вымогать деньги с корпорации-подрядчика «за безопасность». Когда там неожиданно появляются Бад и Лу, их принимают за агентов корпорации и немедленно пытаются убить. Однако покушение за покушением терпят неудачу, а потом Лу ещё и вмешивается в личную жизнь шейха, отбивая у него шестерых новеньких красавиц-рабынь, одна из которых, Николь, является французской шпионкой, засланной для внедрения в окружение шейха. В итоге Баду и Лу приходится искать укрытия в штабе Легиона, где Эксманн приглашает их вступить в их ряды.
Тем временем командующий подразделением Легиона подозревает наличие предателя среди своих, так как Хамуд узнаёт заранее о каждом шаге Легиона против него. Командующий позволяет Баду и Лу встретиться с Николь. Та даёт им совет обыскать комнату Эксманна, чтобы найти доказательства его измены, но сержант ловит их с поличным. Приятели чудом избегают казни, но ненадолго: их, вместе с Николь, захватывают люди Хамуда. Николь отправляют в гарем к шейху, а одному из своих бойцов Хамуд приказывает казнить приятелей, но к счастью этим воином оказывается тот самый Абдулла, который освобождает друзей. Они все вместе отправляются в Форт Апар, находящийся под контролем шейха, взрывают его, получают награды от командующего Легионом, после чего их оттуда увольняют.

## В ролях
- Бад Эббот — Бад Джонс
- Лу Костелло — Лу Хотчкисс
- Патрисия Медина — французская шпионка Николь Дюпре
- Уолтер Слезак — сержант Эксманн
- Дугласс Дамбрилл — шейх Хамуд эль Халид
- Леон Беласко — Хассам, аукционист
- Марк Лоуренс — Фрэнки «Одинокая акула»
- Уильям Дэвис — Абдулла
- Тор Джонсон — Абу Бен
- Джек Реймонд — Али Ами
- Генри Корден — Ибрим
- Кэнди Кандидо — скелет (озвучивание)
- Дэвид Горси (из англ. The Bowery Boys) — камео

## Интересные факты
- Начало съёмок было запланировано на декабрь 1949 года, однако их пришлось отложить, так как в ноябре того же года Лу Костелло перенёс тяжёлую операцию на желчном пузыре. Поэтому съёмки прошли с 28 апреля по 29 мая 1950 года. Костелло предложили дублёра для сцен с драками, но тот отказался, результатом чего стали вывихнутая рука и растянутое сухожилие[1].
- Скелет озвучил Кэнди Кандидо — кратковременный актёр-напарник Эбботта после смерти Костелло.
- Главные герои ленты — Эбботт и Костелло — сыграли персонажей под собственными именами: Бад и Лу соответственно.
- Фильм трижды выходил на DVD: 12 августа 1998 года — отдельным диском, 3 августа 2004 на диске «Эбботт и Костелло: Лучшее. Выпуск 3» и 28 октября 2008 на диске «Эбботт и Костелло: полная коллекция Universal Pictures».

## Премьерный показ в разных странах
| - США — 5 августа 1950 - Швеция — 25 сентября 1950 - Франция — 15 декабря 1950 - Финляндия — 2 февраля 1951 - Дания — 18 июня 1951 - Австралия — 13 июля 1951 | - Италия — 13 сентября 1951 - Гонконг — 27 сентября 1951 - Филиппины — 10 января 1952 (только в Давао) - Португалия — 22 февраля 1952 - Япония — 17 апреля 1952 - Западная Германия — 18 октября 1957 |